# Erna
Az Erna Az Erneszta rövidüléséből keletkezett. Az Ernő férfinév női párja.

## Rokon nevek
- Ernella:[1] az Erna olasz kicsinyítőképzős változata.[2]

Erneszta,  Ernesztin, Ernesztina

## Gyakorisága
Az 1990-es években az Erna igen ritka, az Ernella szórványos név volt, a 2000-es években nem szerepelnek a 100 leggyakoribb női név között.

## Névnapok
- január 12.[2]
- május 5.[2]
- augusztus 29.[2]

## Híres Ernák, Ernellák
- Bogen Erna olimpiai bronzérmes, világbajnok vívó
- Czövek Erna (1889 – 1983) zenetanár
- Erna Berger német énekesnő (koloratúrszoprán)
- Erna Sack német opera-énekesnő